# Force aérospatiale du corps des gardiens de la révolution islamique
Pour les articles homonymes, voir Force aérospatiale.
Ne pas confondre avec la force aérienne de la république islamique d'Iran.

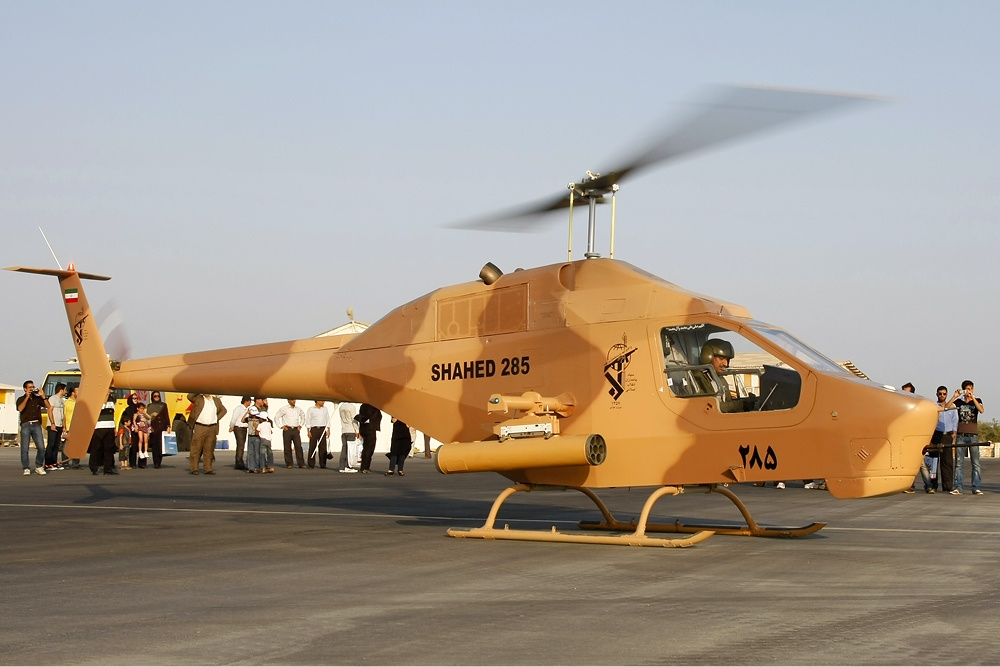
Hélicoptère Shahed 285 de la Force aérospatiale en 2010.

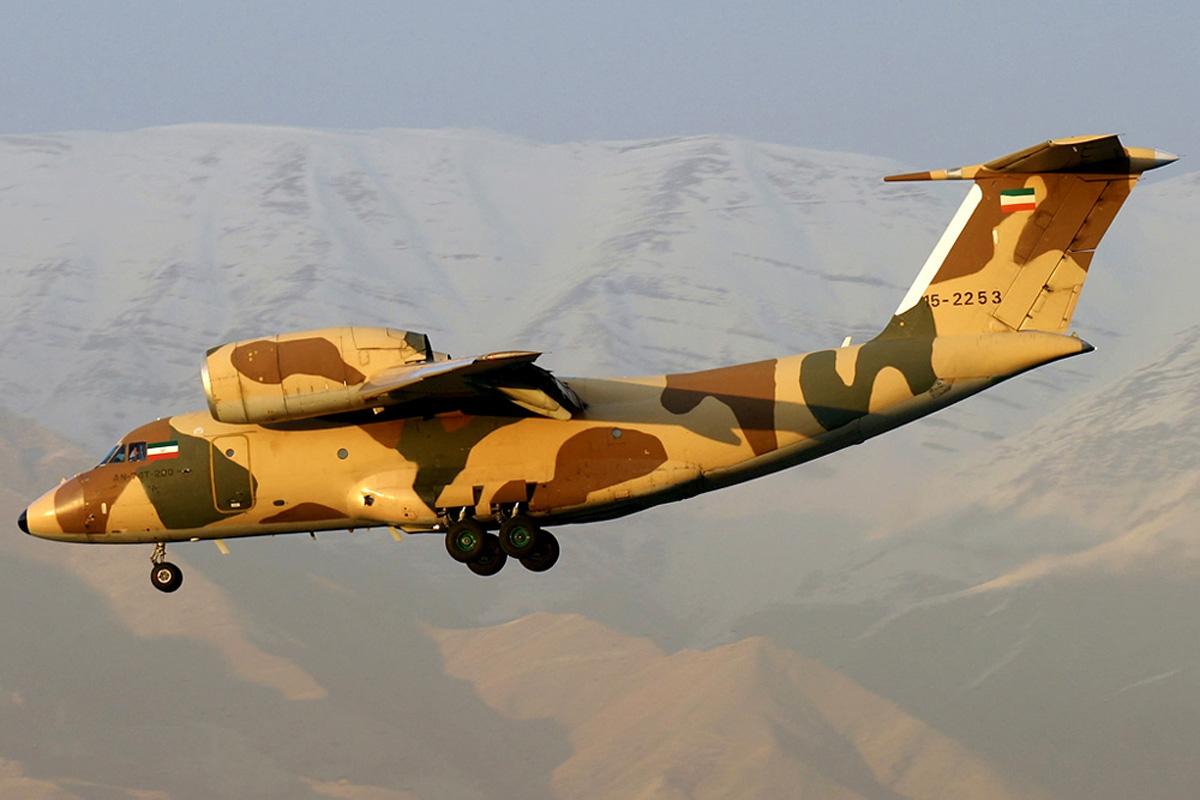
Un Antonov An-74 de la Force aérospatiale en 2009.

La force aérospatiale du corps des gardiens de la révolution islamique (AFAGIR), connue jusqu'en octobre 2009 comme les forces aériennes du corps des gardiens de la révolution islamique (FAGRI), est la branche aérienne, spatiale et balistique du corps des gardiens de la révolution islamique, indépendante de l'armée de l'air iranienne régulière, bien qu'elle partage avec elle ses installations et ses bases aériennes.

## Composantes

### Commandement des missiles Al-Ghadir

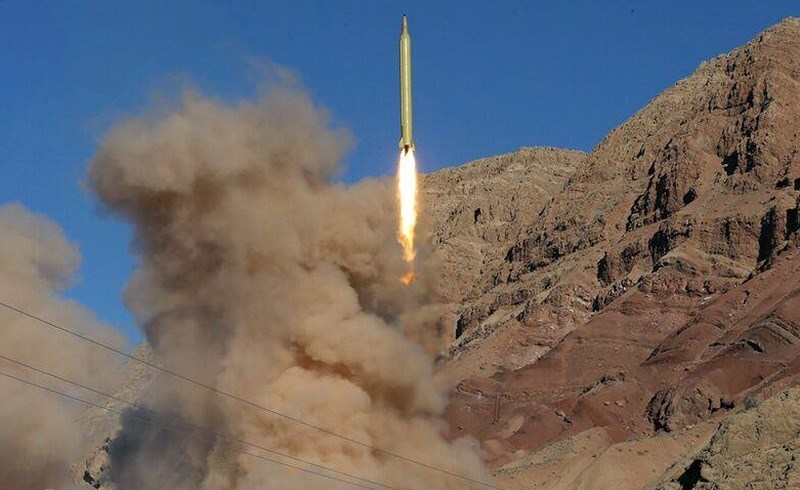
Tir d'un missile balistique Ghadr-110 en mars 2016.

Les missiles stratégiques (Shahab-3, Ghadr-110, Ashoura et Fajr-3) relèvent du Commandement des missiles Al-Ghadir de la Force aérospatiale,, la composante stratégique des Gardiens de la Révolution.
En 2019, l’Institut international de recherche sur la paix de Stockholm estime qu'il possède au moins trois cents missiles balistiques Shahab-1 et Shahab-2 d’une portée maximale de cinq cents kilomètres. Toujours selon l'Institut, Téhéran dispose aussi d’une centaine de missiles dont le rayon d’action dépasse 1 000 kilomètres (Shahab-3/Ghadr), voire 2 500 kilomètres (Soumar/Sajjil).

### Commandement spatial Shahroud
Le 22 avril 2020, la Force aérospatiale rendit public l'existence de son Commandement spatial Shahroud (en), composante spatiale des Gardiens de la Révolution. Cette révélation eut lieu le jour même où l'Iran lança son premier satellite militaire, le satellite-espion Nour 1, rejoignant le club des pays capable de lancer leurs propres satellites militaires. Le chef des opérations spatiales, le général John W. Raymond, a indiqué qu'il est improbable que ce satellite puisse fournir des informations utilisables pour l'Iran.
En réponse, le Commandement spatial Shahroud a affirmé le 29 juillet 2020 que Nour 1 avait envoyé des images détaillées du QG avancé du CENTCOM au Qatar. Le responsable du commandement spatial, le brigadier général Ali Jafarabadi, a déclaré que Nour 1 faisait partie d'un projet plus large incluant des satellites de communication et de navigation, en plus des satellites de reconnaissance. Le 5 novembre 2022, la Force aérospatiale a conduit avec succès un test de lancement suborbital du nouveau missile Qaem 100.

## Inventaire
| Aéronef                | Type                                 | En service             | Notes | Dernier actualisation  |
| Appui aérien rapproché | Appui aérien rapproché               | Appui aérien rapproché | Appui aérien rapproché | Appui aérien rapproché |
| ---------------------- | ------------------------------------ | ---------------------- | --- | ---------------------- |
| Soukhoï Su-25          | Avion d'attaque au sol               | 13                     | 7 Su-25K/UBK capturés à l'Irak durant la guerre de 1980-19886 Su-25T/UBT acquis auprès de la Russie |                        |
| Soukhoï Su-22          | Avion d'attaque au sol               | 25                     | Capturés à l'Irak (en juillet 2018, 10 SU-22 rénovés ont été livrés à l'Armée de l'air des gardiens de la Révolution. Ces avions seront bientôt équipés du missile Air-Sol Cruse d'une portée de 1500 km) | 2021                   |
| Avion d'entraînement   |                                      |                        | |                        |
| Embraer EMB 312 Tucano | avion d'entraînement avion d'attaque | 25                     | | 2021                   |
| PAC MFI-17 Mushshak    | avion d'entraînement avion d'attaque | 25                     | | 2021                   |
| Avion de transport     |                                      |                        | |                        |
| Iliouchine Il-76       | Transport aérien                     | 3                      | | 2021                   |
| Antonov An-74TK-200    | Transport aérien                     | 7                      | | 2021                   |
| Dassault Falcon 20F    | Transport utilitaire                 | 2                      | | 2021                   |
| Harbin Y-12-II         | Transport                            | 12                     | | 2021                   |
| Hélicoptère            |                                      |                        | |                        |
| Mil Mi-17              | Transport                            | 38                     | | 2021                   |
| Toufan                 | hélicoptère d'attaque                | ?                      | |                        |
| Shahed 285             | hélicoptère d'attaque                | ?                      | |                        |
| Shahed 278             | hélicoptère utilitaire               | ?                      | |                        |
| HESA Shahed 274        | hélicoptère utilitaire               | ?                      | |                        |
| Drones (UAV)           |                                      |                        | |                        |
| Ababil                 | Drone                                | ?                      | |                        |
| Mohajer I/II/III/VI    | Drone                                | ?                      | |                        |
| Karrar                 | Drone                                | ?                      | |                        |
| Shahed 129             | Drone                                | ?                      | |                        |
| Yasir UAV              | Drone                                | ?                      | |                        |
| Saegheh-2              | Drone                                | ?                      | |                        |